# برادران کارامازوف (فیلم ۱۹۲۱)
برادران کارامازوف (انگلیسی: The Brothers Karamazov) فیلمی در ژانر درام است که در سال ۱۹۲۱ منتشر شد.